# 胡珀冰川
64°44′S 63°37′W / 64.733°S 63.617°W
胡珀冰川（英語：Hooper Glacier）是南極洲的冰川，位於帕默群島的昂韋爾島，發源自威廉山以北，最終注入伯爾根灣西部，在1955年由英國研究隊測量，現時由南極條約體系管理。